# قرار مجلس الأمن التابع للأمم المتحدة رقم 427
قرار مجلس الأمن لتابع للأمم المتحدة رقم 427، الذي اعتمد في 3 مايو 1978، بعد النظر في رسالة الأمين العام، قرر المجلس زيادة قوام قوة الأمم المتحدة المؤقتة في لبنان (يونيفيل) من 4,000 إلى 6,000 جندي.
وبينما يلاحظ أن بعض القوات الإسرائيلية قد انسحبت من لبنان، طالب إسرائيل بإكمال انسحابها دون مزيد من التأخير. ذهب القرار إلى إدانة جميع الهجمات من كلا الطرفين على قوة حفظ السلام، وطالب باحترام القوة.
واعتمد القرار بأغلبية 12 صوتاً مقابل لا شيء؛ تشيكوسلوفاكيا و‌الاتحاد السوفيتي امتنعا عن التصويت في حين لم تشارك جمهورية الصين الشعبية في التصويت.